# Ducha alternante de agua caliente y fría
La ducha alternante de agua caliente y fría, ducha bitérmica, ducha de contraste o ducha escocesa es el procedimiento de alternar la ducha con agua caliente y con agua fría. Se emplea en la hidroterapia, que es la utilización del agua como agente terapéutico.
El agua caliente dilata los vasos sanguíneos, favoreciendo la transpiración, relajando los músculos y las articulaciones y haciendo fluir la sangre y calor a la dermis, teniéndose la sensación ligera de elevación de la temperatura corporal. Al contrario el agua fría encoge los vasos sanguíneos, reduciendo posibles inflamaciones o congestionamientos superficiales. Asimismo produce mayor afluencia de sangre hacia los órganos interiores.
La ducha alternativa de agua caliente-fría reactiva la circulación sanguínea y tonifica la piel. También ayuda a recuperar energía y mejorar el estado de ánimo general de las personas.
Con la ducha de contraste de temperaturas caliente y fría se alcanza que:
- las venas se entrenen para dilatarse y contraerse, con lo que se logra que en invierno no se sienta frío tan rápido (fortalecimiento del sistema inmunitario)
- en la piel se incremente el riego sanguíneo
- el sistema inmunitario es fortalecido como en el sauna
- previene de ciertas enfermedades de las vías respiratorias
- incrementa el riego sanguíneo tanto en la dermis como en los órganos internos
- tonifica la piel
- Se lo recomienda en casos de dolor de cabeza (de tipo detrás de los ojos específicamente, aunque funciona correctamente en cualquiera de sus variaciones), primeramente calentar la cabeza hasta lo que más se resista y luego cerrar súbitamente la corriente de agua caliente e inmediatamente después dejar correr agua fría sobre la cabeza, la nuca y la espalda (en ese orden) durante unos 15 segundos o lo que se resista. Esto permitirá sanar y relajar el cuerpo en su totalidad. Se recomienda permanecer calmo luego de esto.

La reticencia inicial contra la ducha con agua fría se vence después de un par de días y se siente agradable y estimulante. La ducha con temperatura contrastante se emplea también en la sauna.
Es importante iniciar la ducha con agua de temperatura caliente hasta sentir la piel caliente. Después se continúa con agua de temperatura fría iniciando por los pies, la parte más alejada del corazón, hasta alcanzar las regiones superiores del cuerpo. 
Se ducha alternadamente tres veces con temperatura del agua caliente y tres veces con temperatura del agua fría. Importante es terminar con agua fría. 
Aunque hay quienes sugieren la duración de la alternancia de temperaturas de mayor a menor 
- 3 minutos de agua caliente y 3 minutos de agua fría
- 2 minutos de agua caliente y 2 minutos de agua fría
- 1 minuto de agua caliente y 1 minuto de agua fría

Algunas fuentes sugieren variar la temperatura entre cada ciclo de mayor a menor temperatura, finalizando con agua fría. Otras sugieren ducharse con agua caliente y al final darse la ducha con agua fría por al menos 30 segundos.
De acuerdo con la Medicina Basada en la Evidencia el efecto de fortalecimiento del sistema inmunitario se alcanza también con duchas con agua de temperatura fría o bien con baños agua de temperatura fría llamados baños rusos.